# El cigne (curtmetratge)
El cigne (títol original en anglès, The Swan) és un curtmetratge de 2023 escrit i dirigit per Wes Anderson. Està basat en el conte inclòs en la col·lecció La meravellosa història de Henry Sugar escrita per Roald Dahl. S'ha subtitulat al català.

## Sinopsi
La pel·lícula se centra en dos homes opressors i controladors que persegueixen implacablement un nen brillant.

## Producció
El setembre de 2021 , Netflix va adquirir la Roald Dahl Story Company per 686 milions de dòlars i va confirmar l'adaptació cinematogràfica de la col·lecció el gener de 2022 amb Wes Anderson de director i guionista. El rodatge va tenir lloc principalment a Londres. La pel·lícula va ser concebuda originalment com un llargmetratge, però el juny de 2023 el director va confirmar que seria una sèrie de curtmetratges. El cigne correspon al segon dels quatre curtmetratges.

## Distribució
El curtmetratge es va estrenar a Netflix el 28 de setembre de 2023.
El curt es va tornar a estrenar el 15 de març de 2024 a Netflix com a pel·lícula d'antologia juntament amb altres tres curts (La meravellosa història de Henry Sugar, El caça-rates, Verí), sota el títol de La meravellosa història de Henry Sugar i tres més.